# Euphyia polycarpa
Euphyia polycarpa là một loài bướm đêm trong họ Geometridae.